# Scatman John
Scatman John, eller Jonathan Paul "John" Larkin (født 13. marts 1942 i El Monte, Californien, død 3. december 1999 i Los Angeles, Californien) var en amerikansk musiker.
Scatman John hittede i 1994 med Scatman (Ski Ba Bop Ba Dop Bop) gennem Iceberg Records og året efter med Scatman's World. Hans stil var en unik blanding af især scat (deraf hans navn), jazz, og techno. Han døde af lungekræft i 1999. Han solgte over 2,5 millioner plader verden over.
I 1994 lå hans single Scatman (Ski Ba Bop Ba Dop Bop) #1 på de danske hitlister.

## Diskografi

### Album
- John Larkin (1986) (amatøralbum, der ikke blev udgivet)
- Scatman's World (1995)
- Everybody Jam! (1996)
- Take Your Time (1999)
- Listen to the Scatman (2001) (posthumt)

### Omsamlingsalbum
- The Best of Scatman John (2002)

### Singler
- Scatman (Ski Ba Bop Ba Dop Bop) (1994)
- Scatman's World (1995)
- Song of Scatland (1995)
- Only You (1995)
- Scat Paradis (1995)
- Su Su Su Super (1996)
- Pripri Scat (1996)
- Everybody Jam! (1996)
- Let It Go (1997)
- Scatmambo (1998)
- The Chickadee Song (1999)
- Take Your Time (1999)
- I Love Samba (1999)
- Ichi, Ni, San... Go! (1999)

## Eksterne links
- Scatman John på Internet Movie Database (engelsk)
- Scatman John på Rotten Tomatoes (engelsk)